# Lista orașelor din Italia
Această pagină este o listă de orașe din Italia.